# Prostownica do włosów

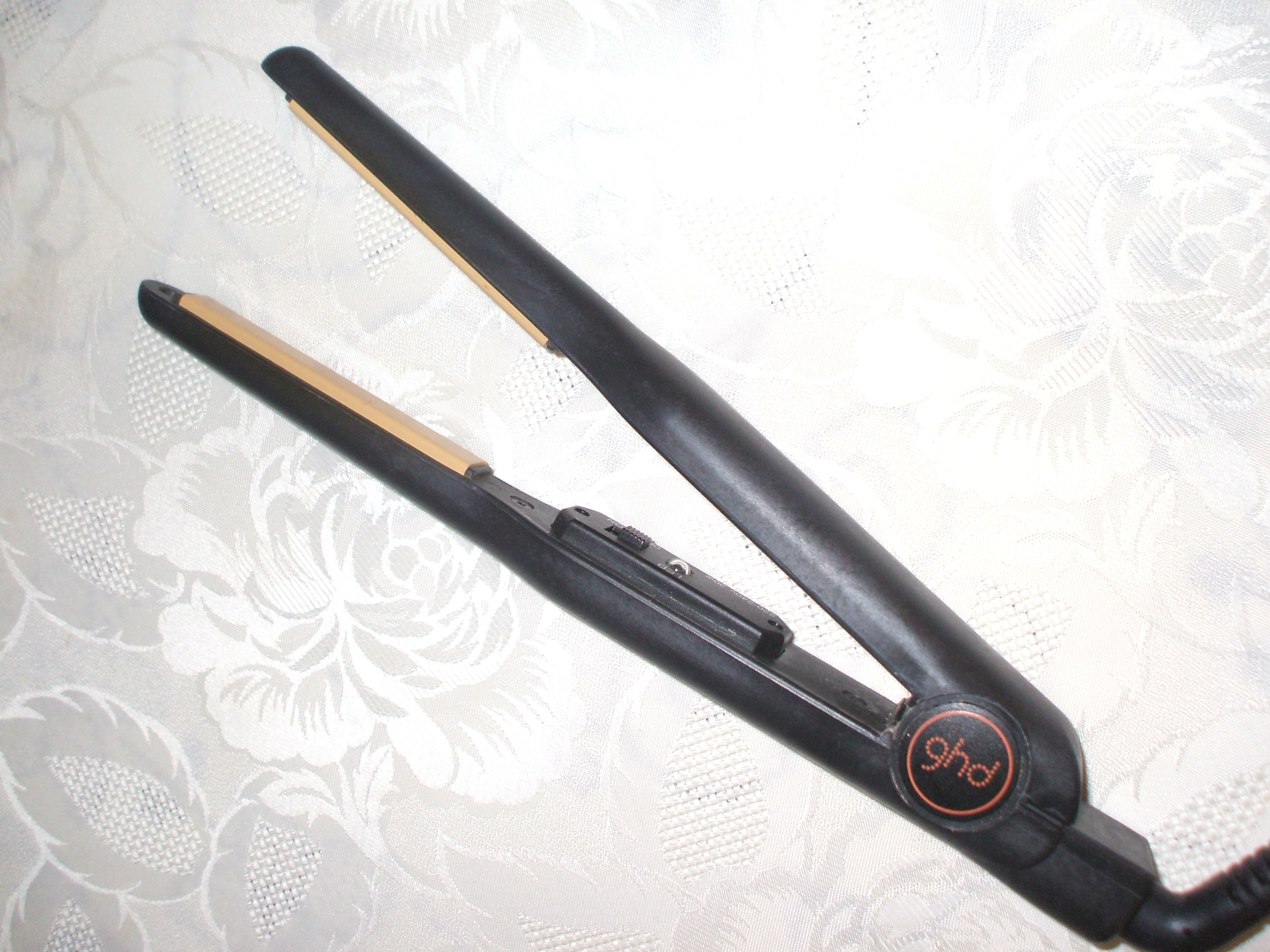
Prostownica

Prostownica do włosów – urządzenie, zwykle elektryczne, służące do prostowania kręconych lub falowanych włosów. Włosy po użyciu prostownicy stają się proste.
Prostownica składa się z dwóch metalowych lub ceramicznych płytek połączonych zawiasem w specjalnej obudowie, rozgrzewających się do wysokich temperatur (130–230 stopni Celsjusza), między które wsadza się pasmo włosów, a następnie przeciąga przez całą ich długość.
Czas utrzymywania się efektu prostych włosów zależy od rodzaju włosów, warunków atmosferycznych oraz od rodzaju prostownicy.
Nie należy jednak często używać prostownicy, gdyż włosy szybko stają się cienkie, suche i matowe. Mogą rozdwajać się końcówki.

## Rodzaje prostownic do włosów
Nowoczesne prostownice do włosów różnią się do tych dostępnych jeszcze parę lat temu. Współczesne prostownice nie niszczą włosów, a wszystko za sprawą zastosowania nowoczesnych rozwiązań. Obecnie do najchętniej wybieranych należą:
- prostownice keratynowe,
- prostownice parowe,
- prostownice z jonizacją,
- prostownice do loków.

## Rodzaje płytek w prostownicach
Prostownice w zależności od przeznaczenia wyposażone są w różnego rodzaju płytki. Do najczęściej stosowanych zaliczyć możemy:
- płytki ceramiczne,
- płytki na podczerwień,
- płytki nano,
- płytki teflonowe,
- prostownice turmalinowe[2]
- płytki z jonizacją,
- płytki diamentowe,
- płytki tytanowe.[3]

## Historia
Dzisiejszy rodzaj prostownic wymyśliła szkocka fryzjerka Lady Jennifer Bell Schofield, łącząc techniki wykonania starszych typów prostownic.